# 弗朗西斯科·德保拉·桑坦德
弗朗西斯科·德保拉·桑坦德（西班牙語：Francisco de Paula Santander；1792年4月2日—1840年5月6日），或作桑坦德尔，哥倫比亞獨立運動領袖，新格拉纳达共和国（哥倫比亞1831-1856年旧称）1832—1837年间的總統。
桑坦德生於庫庫塔的羅薩里奧鎮一個土生白人地主家庭。1810年參加起義軍，1815年任奧卡尼亞部隊總司令和新格拉納達軍總參謀長。1818年晉陞少將，成為西蒙·玻利瓦尔的得力副手。1819年8月7日在波亚卡战役中表現突出，晉陞為中將。1819年12月哥倫比亞共和國（1822年改稱大哥伦比亚共和国）成立，他被任命為副總統。
桑坦德後因政治上的分岐與玻利瓦爾發生衝突。桑坦德爾主張建立聯邦政府，限制教會特權，實行自由改革；玻利瓦爾則主張建立中央集權政府。1828年桑坦德爾被指控參與謀害玻利瓦爾，被判死刑，後改判流放，先後流亡歐洲和美國。
1830年大哥倫比亞共和國瓦解，1832年桑坦德爾被選為新格拉納達共和國總統，1837年任期滿後為參議員。